# Deji Aliu
Deji Aliu, né le 22 novembre 1975 à Lagos, est un athlète nigérian, pratiquant le sprint et spécialiste du 100 mètres et du 200 mètres.
Après des médailles obtenues chez les juniors (un titre de champion du monde sur 100 m en 1994), il obtient ses premiers résultats significatifs chez les séniors lors des mondiaux 1999 de Séville. Il remporte avec Innocent Asonze, Francis Obikwelu et Daniel Effiong une médaille de bronze lors du relais 4 × 100, laquelle sera finalement retirée en 2005 en raison d'un test positif en juin 1999 d' Innocent Asonze.
Aliu a rejeté des propositions italiennes de naturalisation.
Il s'impose à l'été 2003 dans plusieurs grands meetings européens, notamment à Villeneuve-d'Ascq en France et à Lausanne. Il établit son nouveau record personnel de 10 s 00 sur 100 m juste avant les championnats du monde de 2003 à Paris. Après une finale mondiale obtenue à Paris Saint-Denis, il remporte une médaille de bronze inédite avec le relais nigérian lors des jeux d'Athènes. Cette même année, il sera champion du Nigéria avec un temps de 9 s 98, 3ème meilleure performance mondiale du moment.

## Palmarès

### Jeux olympiques d'été
- Médaille de bronze aux Athlétisme aux Jeux olympiques de 2004 avec le relais 4 × 100 mètres.

### Championnats d'Afrique d'athlétisme
- 2002 à Tunis ( Tunisie)
  -  Médaille d'or sur 4 × 100 m

### Championnats du monde junior d'athlétisme
- 1994 à Lisbonne ( Portugal)
  -  1er sur 100 mètres
  -  2e sur 200 mètres
- 1992 à Séoul ( Corée du Sud)
  -  3e sur 4 × 100 mètres

## Records personnels
- 100 m : 9 s 95 le 12 octobre 2003 à Abuja
- 200 m : 20 s 25 le 10 juin 2002 à Athènes
- 60 m (indoor) : 6 s 48 (RN) le 21 février 1999 à Liévin